# Dallas Union Station
Dallas Union Station (znana również jako Dallas Union Terminal) – stacja kolejowa w Dallas, w stanie Teksas, w Stanach Zjednoczonych. Stacja obsługuje pociągi DART Light Rail, Trinity Railway Express i intercity Amtrak. Znajduje się w dystrykcie Reunion, na Houston Street, pomiędzy Wood and Young Streets. Budynek jest obiektem zabytkowym i znajduje się na National Register of Historic Places.

## Usługi
Stacja jest obsługiwana przez Texas Eagle z Chicago do San Antonio czy z Los Angeles na południe. Pociągi lekkiej kolei miejskiej obsługują przystanek poprzez linie czerwoną i niebieską, jak również TRE. Union Station zapewnia dostęp do dworca autobusowego Greyhound, George Allen Courts Building, Dealey Plaza, hotelu Hyatt Regency w Reunion, Reunion Tower i Reunion Arena.
Pierwsze piętro zajmuje hol kasowy Amtrak, poczekalnia i prywatnie firmy. Na drugim piętrze znajduje się odrestaurowany Grand Hall oraz kilka sal konferencyjnych. Drugie piętro i antresola są obsługiwane przez Wolfgang Puck Catering.
Spośród 19 stacji w Teksasie obsługiwanych przez Amtrak, Dallas zajął trzecie miejsce pod względem ruchliwości w 2010. Obsługuje dziennie średnio 130 pasażerów.